# يعقوب سفير
يعقوب سفير (بالعبرية: יעקב הלוי ספיר) 1822-1886، كان كاتباً وإثنوغرافياً وباحثاً في المخطوطات العِبرية من القرن التاسع عشر، ورحالة ومبعوثاً للحاخامات اليهود في أوروبا الشرقية الذين استقروا في القدس في بداية حياته.

## خلفية
ولد سفير في بلدة أشمياني في الإمبراطورية الروسية (روسيا البيضاء حالياً) وهاجر مع عائلته في طفولته إلى فلسطين العثمانية في عام 1832. وكان والداه من جماعة بيروشيم، واستقرا في صفد. توفي والده وفي غضون شهر، وبعد عام واحد توفيت والدته. وشهد في سن الثانية عشرة هجوم عرب الجليل على يهود صفد، في شهر سيفان القمري عام 1834. وانتقل إلى القدس بسبب الزلزال الذي وقع في صفد عام 1837.
كلفته الجالية اليهودية في القدس عام 1848 بالترحال عبر البلدان الجنوبية لجمع التبرعات لصالح الفقراء في القدس. في عام 1854، قام بجولة ثانية لجمع التمويل لبناء كنيس الخراب في الحي اليهودي، مما قاده في عام 1859 إلى اليمن والهند البريطانية ومصر وأستراليا.
وكانت نتيجة هذه الرحلة عمله الإثنوغرافي الهام "Even Sapir"، وهو مذكرات سفر ومقالة عن حياة وتاريخ يهود اليمن. نشر سفير أيضًا رسالة "إيغريت تيمن" Iggeret Teman (ويلنا، 1868) بعنوان يقصد مضاهاته عنوان رسالة موسى ابن ميمون إلى أهل اليمن بالعنوان ذاته، وهو عن ظهور المسيح الزائف في اليمن يهوذا بن شالوم (الكُحيل الثاني)، والذي كان مسؤولاً إلى حد كبير عن إنهاء دعوة يهوذا بن شالوم. توفي سفير في القدس عام 1886.
كان سفير أول باحث يهودي يدرك أهمية مخطوطات جينيزا القاهرة، وهو أول من أعلن عن وجود مخطوطات مدراش هاجادول اليمني، وكلاهما حظي بدراسات متقنة على يد سولومون شيشتر.
كما أجرى سفير أبحاثاً وكتابات مكثفة حول يانوفر والأتروج الإسرائيلية واليونانية. وأهدى مجموعة شعرية للسير موسى مونتيفيوري والسيدة مونتيفيوري.
ساعد سفير بين الأعوام 1833-1885،في طباعة كتاب Ḥemdat Yamim (أعيد طبعه في القدس 1977) لشاعر اليمن الكبير اليهودي سالم الشبزي، وكَتب مقدمته.